# Premio UIMP a la Cinematografía
El Premio UIMP a la Cinematografía es un premio honorífico creado en el año 2009 por la Universidad Internacional Menéndez Pelayo (UIMP) con el objetivo de destacar la labor de las personalidades destacadas en el campo de la cinematografía.

## Historia

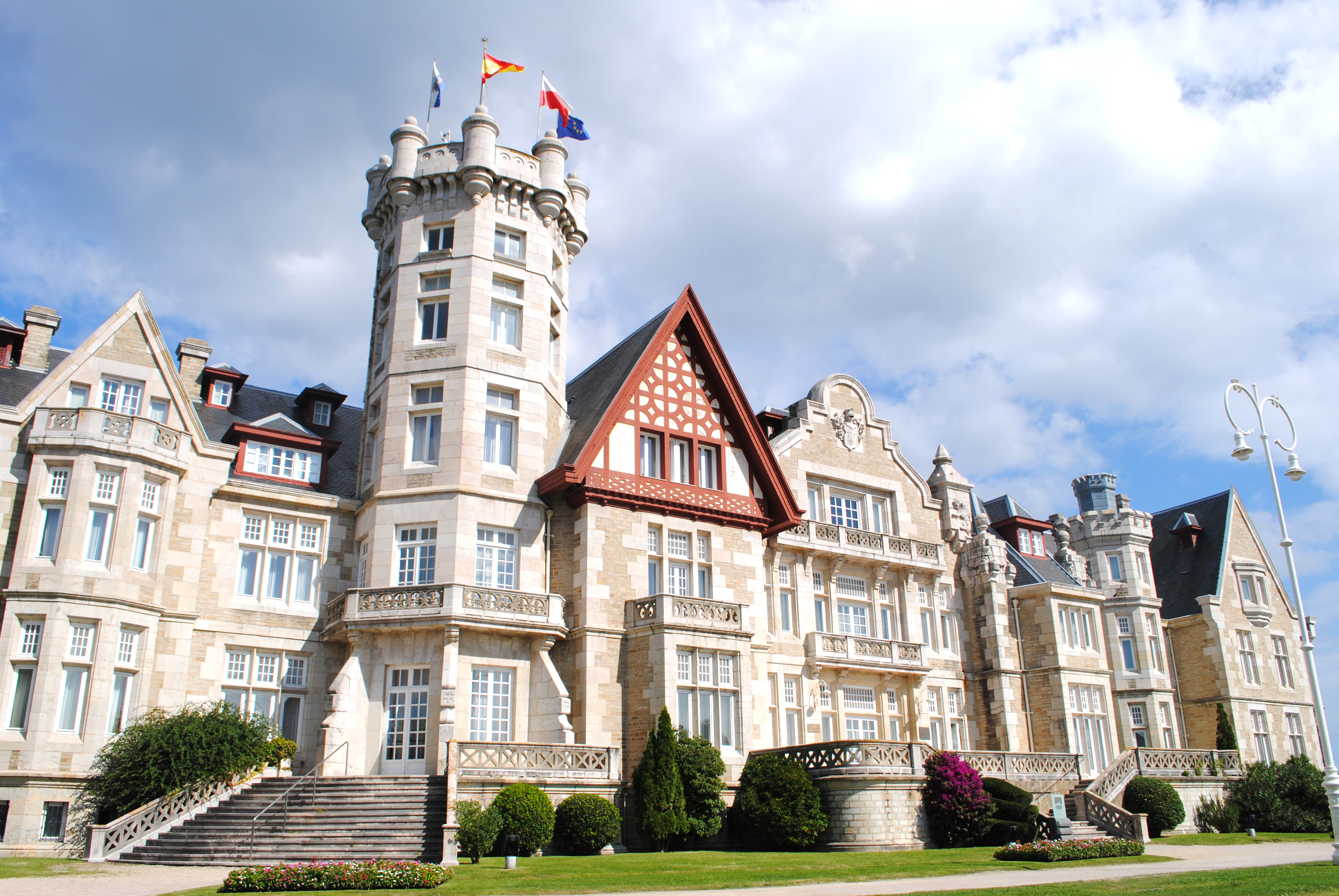
Palacio de la Magdalena, en Santander, Cantabria

El premio, instaurado en 2009, reconoce la trayectoria profesional de aquellas figuras españolas o extranjeras que hayan contribuido de manera destacada a la difusión y enriquecimiento de la cinematografía.
Los premios se entregan en un acto celebrado en el hall real del palacio de la Magdalena o en el cercano paraninfo, en Santander (Cantabria), durante los Cursos de Verano de la UIMP.

## Lista de galardonados

### Premiados por nacionalidad

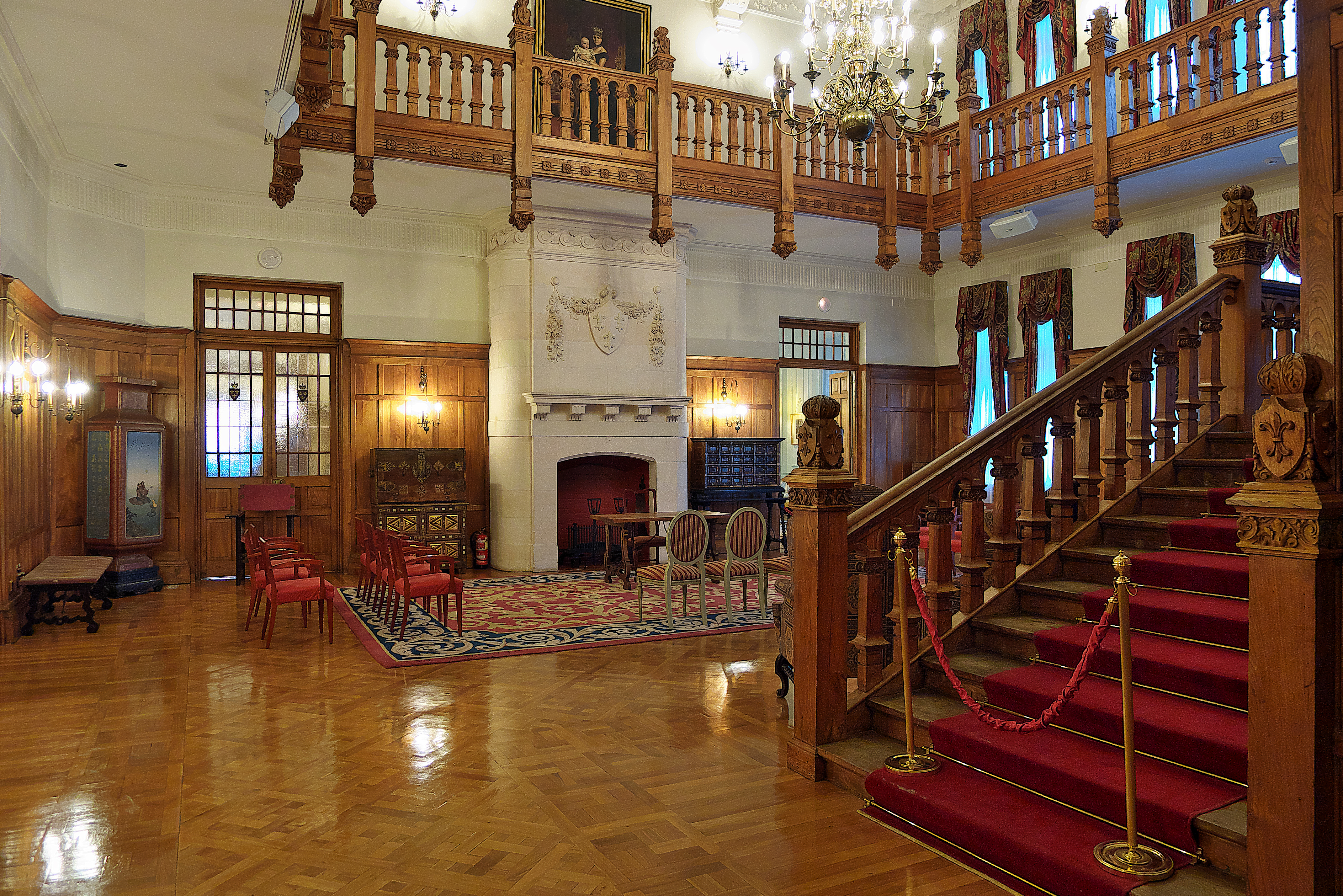
Hall real del palacio de la Magdalena.

| Nacionalidad | Premiados/as |
| ------------ | ------------ |
| España       | 15           |
| Chile        | 1            |